# カーサ・エスペランサ 〜赤ちゃんたちの家〜
『カーサ・エスペランサ 〜赤ちゃんたちの家〜』（ 西：Casa de los Babys）は、2003年に製作されたメキシコ・アメリカの映画。ジョン・セイルズ監督作品。

## ストーリー
メキシコのあるホテルには養子縁組のために、アメリカから6人の女性が来ていた。若き女性・ジェニファー、穏やかな性格のゲイル、ホテルへのクレームが絶えないナンシー、貧乏なアイルランド系のアイリーン、NY在住の独身の出版関係者レスリー、そして三回流産を経験したスキッパーである。彼女たち6人はそれぞれに心の傷を抱えていた。

## キャスト
※括弧内は日本語吹替
- ジェニファー - マギー・ジレンホール（浅野まゆみ）
- スキッパー - ダリル・ハンナ（渡辺美佐）
- ナンシー - マーシャ・ゲイ・ハーデン（佐々木優子）
- レスリー - リリ・テイラー（高乃麗）
- アイリーン - スーザン・リンチ（山像かおり）
- ゲイル - メアリー・スティーンバージェン（麻上洋子）
- ムノツ夫人 - リタ・モレノ（滝沢ロコ）
- アスンシオン - ヴァネッサ・マルティネス（小林沙苗）